# Arlene Foster
Arlene Foster DBE (Enniskillen, 3 juli 1970), geboren Arlene Kelly en sinds 2022 Barones Foster of Aghadrumsee, is een Noord-Iers politica. Zij was van 2003 tot 2021 voor de Democratic Unionist Party (DUP) lid van de Assemblee voor Noord-Ierland, en van 2015 tot 2021 politiek leider van de DUP. In 2016-2017, en in 2020-2021 was ze eerste minister van Noord-Ierland.     
Tijdens de Brexit-onderhandelingen kwam Foster regelmatig internationaal in het nieuws omdat zij zich namens haar partij verzette tegen Brexit-opties die in de ogen van de DUP een bedreiging konden vormen voor de positie van Noord-Ierland binnen het Verenigd Koninkrijk.  
Sinds het verlaten van de Noord-Ierse politiek is Foster politiek commentator, presentator en columnist bij verschillende Britse media. 
Zij is sinds november 2022 onafhankelijk (niet partijgebonden) lid van het Britse Hogerhuis.

## Jeugd en studie
Arlene Fosters geboortenaam is Arlene Kelly. Haar ouders hadden een boerderij in Roslea in County Fermanagh.  Zij groeide op tijdens de Troubles, een periode van geweld in Noord-Ierland. Toen zij een kind was pleegde de IRA een mislukte moordaanslag op haar vader, die in deeltijd als politieman werkte bij de door de IRA gehate Royal Ulster Constabulary. In 1988 ontplofte er een bom onder een schoolbus waarin Foster zat; de passagier op de plek naast haar raakte daarbij ernstig gewond.
Foster studeerde rechten in Belfast en werkte elf jaar als advocaat in Enniskillen en Portadown.  Als student werd ze politiek actief binnen de unionistische beweging, die zich inzet voor voortzetting van de politieke band tussen Noord-Ierland en de rest van het Verenigd Koninkrijk. Deze beweging heeft vooral steun onder het protestantse deel van de Noord-Ierse bevolking.

## Lid Assemblee
Foster werd in 2003 in de Assemblee voor Noord-Ierland gekozen voor het district Fermanagh en South Tyrone. In eerste instantie had ze zitting  voor de Ulster Unionist Party; zij stapte echter al snel na haar verkiezing uit onvrede over de koers van deze partij over naar de Democratic Unionist Party (DUP). De DUP is een conservatieve en strikt unionistische partij, die nauwe banden heeft met de presbyteriaanse kerk in Noord-Ierland. Foster is zelf overigens Anglicaans. Bij de verkiezingen in 2007, 2011, 2016 en 2017 werd ze voor de DUP herkozen. In december 2015 werd ze gekozen tot politiek leider van de DUP.

## Eerste termijn als eerste minister
Zij was van 2007 tot 2008 minister van milieu in de regionale regering. Van 2008 tot 2015 was ze minister van economische zaken, handel en investering en in 2016 enkele maanden minister van financiën. Zij werd in 2016 eerste minister (First Minister), een functie die ze in 2010 en 2015 al enkele maanden als waarnemer had vervuld.
In 2016 ontstond er in Noord-Ierland ophef rond een investeringsregeling voor duurzame energie, die onder Fosters verantwoordelijkheid als minister van economische zaken tot stand was gekomen. Martin McGuinness, vice-eerste minister (Deputy First Minister) en politiek leider van de nationalistische partij Sinn Féin, drong er bij Foster op aan tijdens het onderzoek tijdelijk terug te treden. Toen Foster dit weigerde trad McGuinness zelf af. Dit maakte nieuwe verkiezingen noodzakelijk die op 2 maart 2017 werden gehouden. Bij deze verkiezingen verloren zowel Fosters DUP als de Ulster Unionist Party zetels en won Sinn Féin. Hierdoor hadden de unionistische partijen voor het eerst geen meerderheid meer in de Assemblee voor Noord-Ierland. Ondanks herhaalde pogingen lukte het na de verkiezingen van 2017 niet om een Noord-Ierse regering te vormen die voldeed aan de voorwaarden gesteld in het Goedevrijdagakkoord. De Assemblee werd opgeschort en de positie eerste minister bleef vacant in afwachting van een oplossing van de politieke problemen. Foster bleef wel politiek leider van de DUP.

## Brexit-onderhandelingen
Bij de Britse parlementsverkiezingen van 8 juni 2017 behaalde de DUP tien zetels in het Lagerhuis. Foster, die zelf niet verkiesbaar was geweest voor het Lagerhuis, onderhandelde als partijleider namens de DUP met de Britse premier en leider van de Conservatieve Partij Theresa May over het geven van steun aan een conservatieve minderheidsregering. In ruil hiervoor zegde May extra financiële middelen voor Noord-Ierland toe.In december 2017 kwam Arlene Foster internationaal in het nieuws toen zij namens de DUP een veto uitsprak over een concept akkoord tussen het Verenigd Koninkrijk en de Europese Unie over de status van de grens tussen Ierland en Noord-Ierland na Brexit.  Ook in de verdere Brexit-onderhandelingen verzette Foster zich namens de DUP tegen alle opties die in haar ogen een bedreiging zouden kunnen vormen voor de positie van Noord-Ierland als integraal deel van het Verenigd Koninkrijk. 

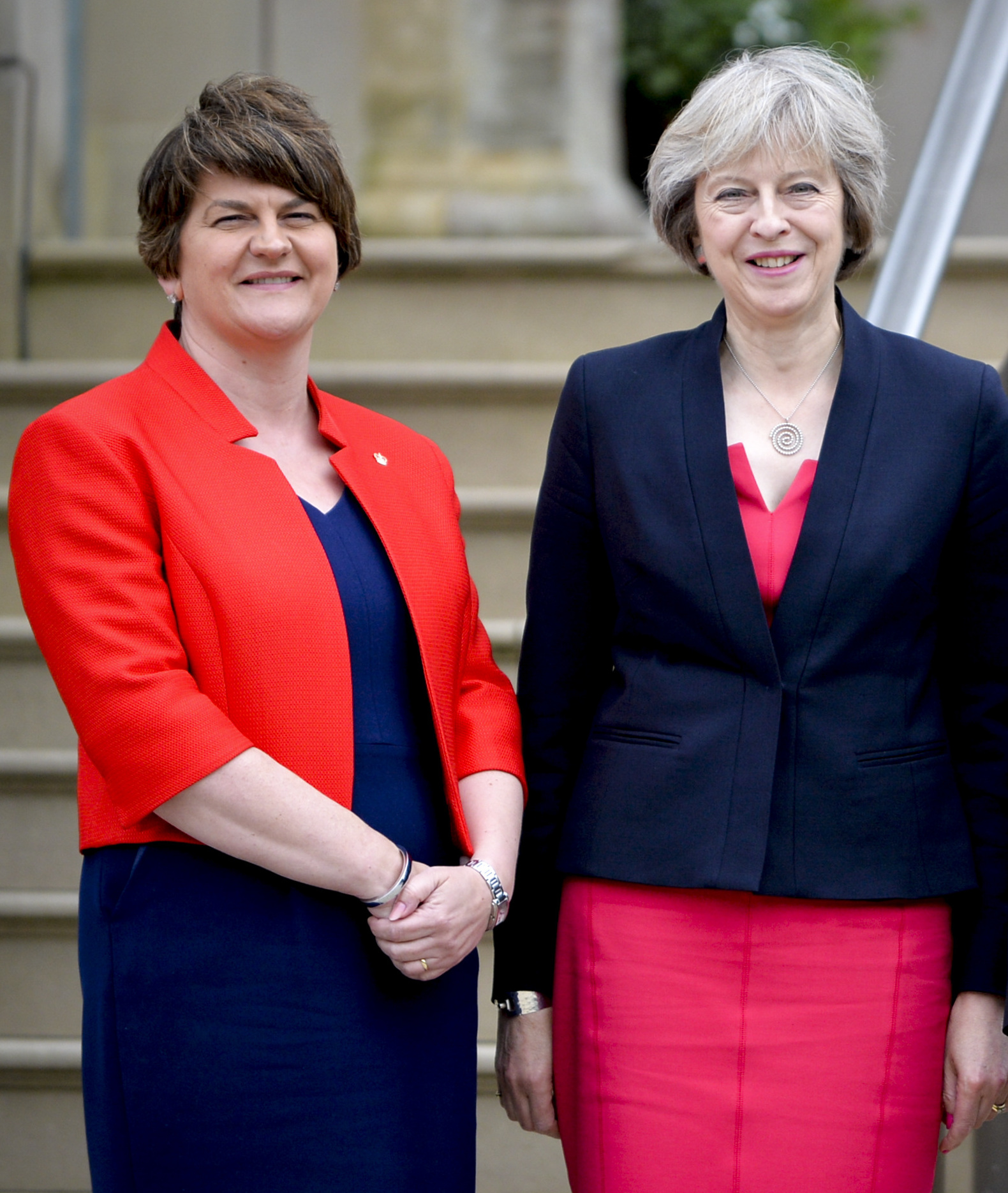
Arlene Foster met Britse premier Theresa May, 2016.

## Tweede termijn als eerste minister
Op 11 januari 2020, bijna drie jaar na de verkiezingen voor de Assemblee van Noord-Ierland, stemden de DUP en Sinn Féin in met een regeerakkoord dat met bemiddeling van de Ierse en Britse regeringen tot stand was gekomen. Conform de bepalingen van het Goedevrijdagakkoord werd Foster als leider van de grootste fractie in de Assemblee eerste minister. Zij deelde de macht met Michelle O'Neill, die als leider van de op een na grootste partij Sinn Féin vice-eerste minister was.
In maart 2020 werd het rapport gepubliceerd over de investeringsregeling voor duurzame energie, die in 2017 tot de val van de eerste regering onder leiding van Foster had geleid. Het rapport verweet de DUP incompetentie en was ook kritisch over Fosters rol als toenmalige minister van energie.  Er zou echter geen sprake zijn geweest van corruptie.  Foster bood haar excuses aan voor de gemaakte fouten.

### Aftreden
Op 28 april 2021 kondigde Foster aan dat ze zou terugtreden als leider van de DUP en als eerste minister van Noord-Ierland. Een grote meerderheid van de DUP-afgevaardigden in de Assemblee had aangegeven geen vertrouwen meer te hebben in haar leiderschap. Dit had onder andere te maken met Fosters steun voor Brexit. Om een Brexit-akkoord met de EU te kunnen sluiten was Theresa May's opvolger Boris Johnson akkoord gegaan met een voor de DUP onacceptabele douanegrens tussen Noord-Ierland en de rest van het Verenigd Koninkrijk. Foster werd op 28 mei als partijleider opgevolgd door Edwin Poots. Op 14 juni trad ze terug als eerste minister. De DUP droeg Paul Givan voor als haar opvolger. Foster bleef na haar aftreden als partijleider en eerste minister nog een paar maanden lid van de Noord-Ierse Assemblee. Zij gaf in oktober 2021 haar zetel op.

## Verdere loopbaan
Sinds het verlaten van de actieve Noord-Ierse politiek is Foster politiek commentator en columnist bij verschillende media, o.a. bij de zender GB News waar zij wekelijks een eigen programma presenteert.
Zij zet zich maatschappelijk in voor veiligheid van jongeren en vrouwen op internet. Zij had zelf in mei 2021 een rechtszaak gewonnen tegen de Britse arts en televisiepersoonlijkheid Christian Jessen, die een lasterlijk bericht over haar had verspreid via Twitter.
In juni 2022 werd Foster door koningin Elizabeth II benoemd tot dame-commandeur in de Orde van het Britse Rijk; zij mocht zich sindsdien dame Arlene Foster noemen. In oktober 2022 werd aangekondigd dat Foster zitting zou nemen in het Hogerhuis als onafhankelijk (niet partij- of groepsgebonden) lid. Zij werd een maand later in de adelstand verheven als Barones Foster of Aghadrumsee.